# Constantin Constantinov
Constantin Constantinov (n. 7 iunie 1915, satul Sucleia, gubernia Herson, Imperiul Rus – d. 8 martie 2003, Chișinău, Republica Moldova) a fost un actor de teatru și film sovietic și moldovean.

## Biografie
Constantin Constantinov s-a născut la data de 7 iunie 1915 în satul Sucleia din raionul Slobozia, pe atunci fiind sub control țarist. A făcut studii la Institutul Agricol din Tiraspol (1932-1934), apoi la Școala de artă teatrală din Odesa⁠(d) (1934-1937), devenind actor de teatru.
Începând din anul 1944, a jucat pe scena Teatrului muzical-dramatic "A.S. Pușkin" din Chișinău (azi, Teatrul Național „Mihai Eminescu”). În anul 1953 a primit titlul de Artist al poporului. În teatru a jucat cu precădere roluri de comedie, interpretând circa 100 roluri.

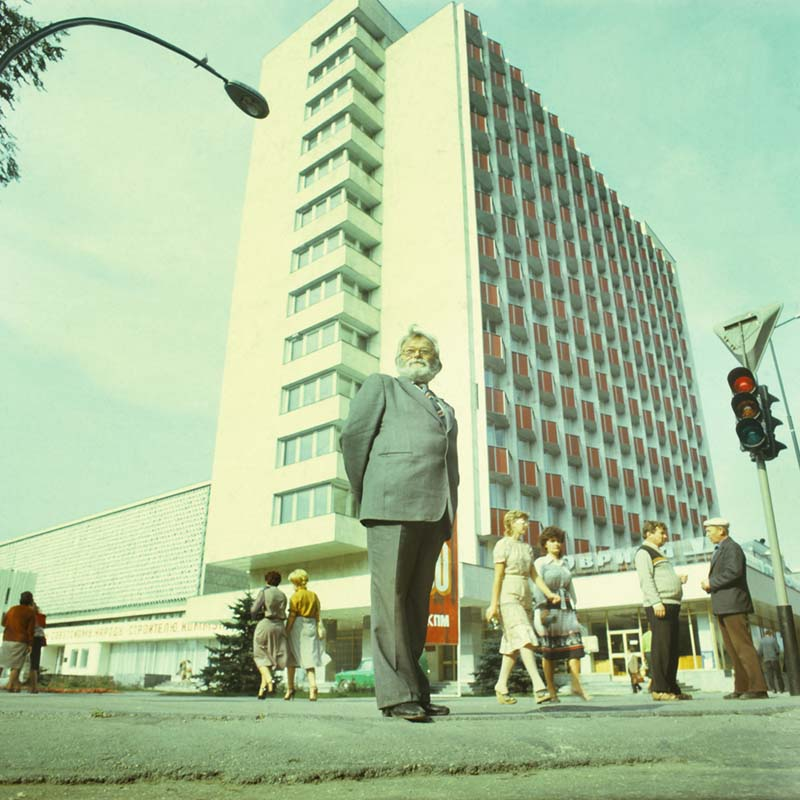
Constantin Constantinov în 1981

În anul 1955 a debutat în cinematografie cu filmul muzical Leana, realizat de către studioul "Maxim Gorki" din Moscova. A jucat în aproximativ 50 de filme, interpretând roluri principale, episodice, dar de o mare densitate artistică. Printre aceste roluri menționăm următoarele: Tulburel din Zece ierni pe-o vară (1969), Moș Căprian din Durata zilei (1974) și Dionis Cucereanu din Casa lui Dionis (1980). El a jucat în film până în ultimii ani de viață, făcând parte din echipa Asociației de Creație „Buciumul”, condusă de regizorul Tudor Tătaru.

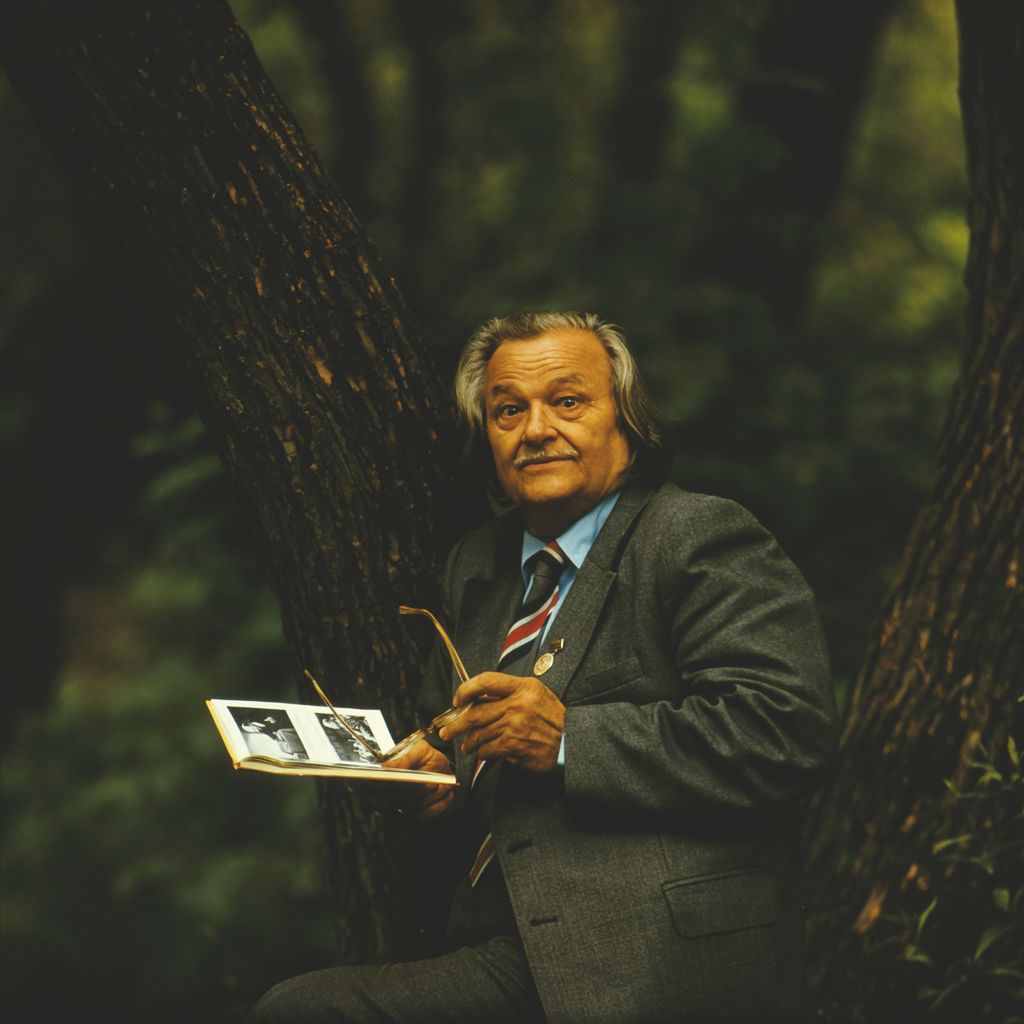
Constantin Constantinov în 1983

Actorul Constantin Constantinov a avut o fiică, Eleonora, care azi lucrează ca regizor de operă la Teatrul Național de Operă și Balet. La data de 7 iulie 2000, președintele Petru Lucinschi al Republicii Moldova i-a conferit Medalia "Mihai Eminescu", ca recunoaștere a activității sale de creație rodnică, a meritelor deosebite în dezvoltarea artei teatrale și cinematografice și a contribuției substanțiale la propagarea valorilor spirituale și morale .
Constantin Constantinov a încetat din viață la data de 8 martie 2003, în municipiul Chișinău,la vârsta de 88 de ani fiind înmormântat în cimitirul din Strada Armenească.
În decembrie 2007, o stradă nouă din sectorul Rîșcani al municipiului Chișinău a primit numele actorului Constantin Constantinov, iar pe frontispiciul blocului nr. 71 din strada A. Sciusev, în care a locuit artistul, a fost instalată o placă comemorativă .

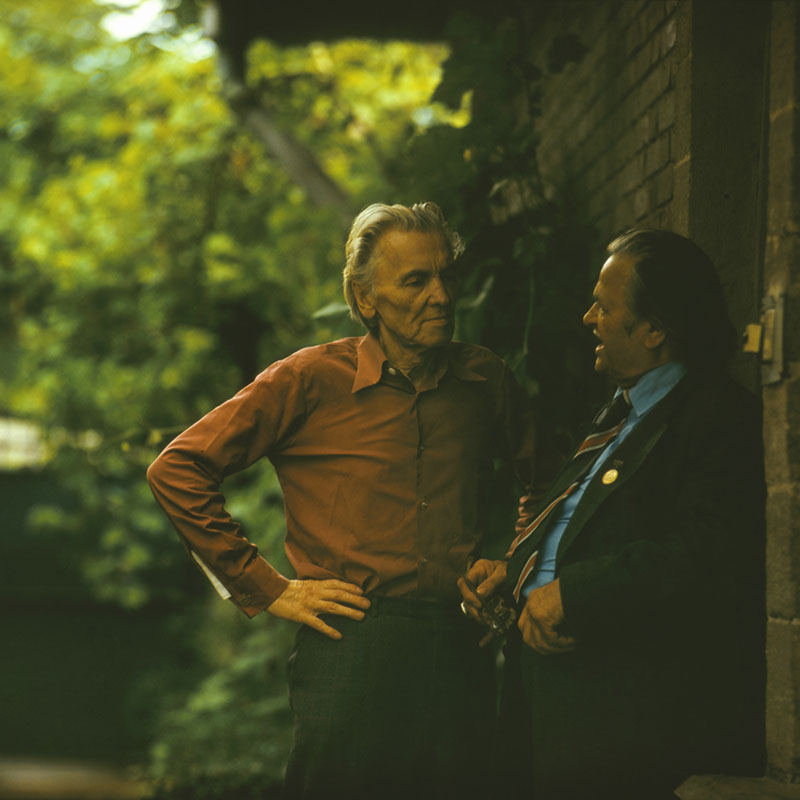
Emilian Bucov și Constantin Constantinov, în 1980

## Filmografie

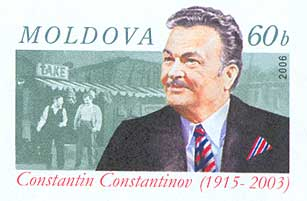
Portretul lui Constantin Constantinov pe un timbru al Republicii Moldova.

- Leana (studioul "M. Gorki" din Moscova, 1955) - Ghiță
- Când omul nu-i la locul lui (studioul "Moldova-film", 1957) - moș Hariton
- Baladă haiducească (1958) - boierul Mârza
- Vă scriu... (1959) - Constantin Constantinovici
- Călătorie în april (1962) - casierul
- Nuntă la palat (1969) - Botolică
- Zece ierni pe-o vară (1969) - Tulburel
- Explozie cu efect întârziat (1970) - Roșcovan
- Viforul roșu (1971) - Niță Baltă
- Lăutarii (1971) - episod
- Ultimul haiduc (1972) - domnul Mimi
- Unda verde (s/m, 1974) - Grădinaru
- Durata zilei (1974) - Moș Căprian
- Bărbații încărunțesc de tineri (1974) - episod
- Calul, pușca și nevasta (1975) - Ali Aga
- Nu crede țipătului păsării de noapte (1976) - Stepanici
- Pe urmele fiarei (1976) - morarul
- Care pe care (1977) - moș Arghir
- Suspectul (1978) - Botezatul
- Unde ești, iubire? (1980) - tatăl Marcelei
- Casa lui Dionis (1980) - Dionis Cucereanu
- Adolescența (1981) - episod
- Deținutul misterios (1988) - nenea Mihail
- Corbii prada n-o împart (1988) - Delimart
- Codrii (s/t, 1991) - Toader Lefter
- Troița ("Telefilm — Chișinău", 1991)
- Polobocul (studioul "Buciumul", s/m, 1991) ș.a.
- Dănilă Prepeleac (1996)